# Yonabaru Ryōketsu
Yonabaru Ueekata Ryōketsu (与那原 親方 良傑) (8 février 1836 – 22 décembre 1893) aussi connu sous son nom de style chinois Ba Kensai (馬 兼才), est un aristocrate et fonctionnaire du gouvernement du royaume de Ryūkyū. Il est membre du Sanshikan de 1877 à 1879.

## Biographie
Ryōketsu est né dans une famille d'aristocrates Ba-uji Yonabaru Dunchi (馬氏 与 那 原 殿内). Son père Yonabaru Ryōkyō (与 那 原 良 恭, également connu sous le nom de Ba Chōtō 馬 朝棟), était le membre du Sanshikan.